# Фэрфакс, Салли
Салли Кэри Фэрфакс (англ. Sally Cary Fairfax) (1730 — 1811) — американская аристократка, жена Джорджа Уильяма Фэрфакса, представителя крупной земельной аристократии в колонии Вирджиния. Она была хозяйкой усадьбы Бельвуар на Потомаке, соседкой и родственницей Вашингтонов и близким другом Джорджа Вашингтона, с которым переписывалась до последних лет его жизни. Считается, что Вашингтон был платонически влюблён в Салли Фэрфакс, как минимум до того, как женился на Марте Дэндридж.

## Ранние годы
Салли Кэри происходила из старинной и знатной вирджинской фамилии, основателем которой был Майлз «Иммигрант» Кэри (1623–1667), прибывший в колонию из Бристоля в начале 1640-х годов. Её отцом был полковник Уилсон Кэри, член вирджинской Палаты бюргеров и владелец крупной плантации Ceelys on the James. Её мать звали Сарой, но о ней почти ничего не известно, поскольку многие документы семьи Кэри погибли при пожаре в 1826 году. Салли была старшей из дочерей своего отца и считалась одной из первых красавиц вирджинского аристократического общества. Так как её отец часто присутствовал на заседаниях Палаты, то юность Салли прошла среди светского общества Ульямсберга. Салли была умной и хорошо образованной, разбиралась в музыке, живописи, литературе и танцах. Дом её отца был знаменит своей большой библиотекой. 
У Салли было множество поклонников, но её расположения сумел добиться Джордж Уильям Фэрфакс, сын Уильяма Фэрфакса и близкий родственник Томаса Фэрфакса, 6-го лорда Кэмерона. Салли познакомилась с ним на губернаторском балу в Уильямсберге в 1747 году. Их свадьба состоялась 17 декабря 1748 года, после чего супруги переехали в усадьбу Бельвуар на реке Потомак.
Усадьба Бельвуар находилась рядом с усадьбой Маунт-Вернон, принадлежавшей Лоуренсу Вашингтону, который был женат на дочери Уильяма Фэрфакса и часто навещал Бельвуар вместе со своим братом, Джорджем Вашингтоном. В 1748 году Джорджу было всего 16 лет, и яркая, женственная Салли Фэрфакс произвела  на него сильное впечатление. Они беседовали о литературе и драматургии, Салли подарила ему трагедию Джозефа Эддисона «Катон», и они ставили отрывки из пьесы, при этом Вашингтон играл роль нумидийского принца Юбы, а Салли роль его возлюбленной Марции. Впоследствии в частных письмах Вашингтон часто называл Салли «Марцией».
Салли научила Вашингтона основам социализации: умению вести себя в кругу высшей аристократии, манере общения с влиятельными людьми, умению произвести хорошее впечатление на их жён и дочерей. Она открыла для него мир истории, философии и литературы.  
В конце апреля 1755 года, во время Экспедиции Брэддока, Вашингтон написал ей письмо, в котором даже не упомянул её мужа. Историк Рон Чернов писал, что это был необычайно смелый и рискованный порыв; Вашингтон осмелился вступить в прямую переписку с женатой женщиной, которая принадлежала к могущественному клану Фэрфаксов, от которого Вашингтон сильно зависел.

## В кино
В мини-сериале "Джордж Вашингтон" 1984 года роль Салли Фэрфакс исполняла Жаклин Смит.